# ونتورا آلوارادو
ونتورا آلوارادو (انگلیسی: Ventura Alvarado؛ زادهٔ ۱۶ اوت ۱۹۹۲) یک بازیکن فوتبال اهل ایالات متحده آمریکا است.